# Renault Access

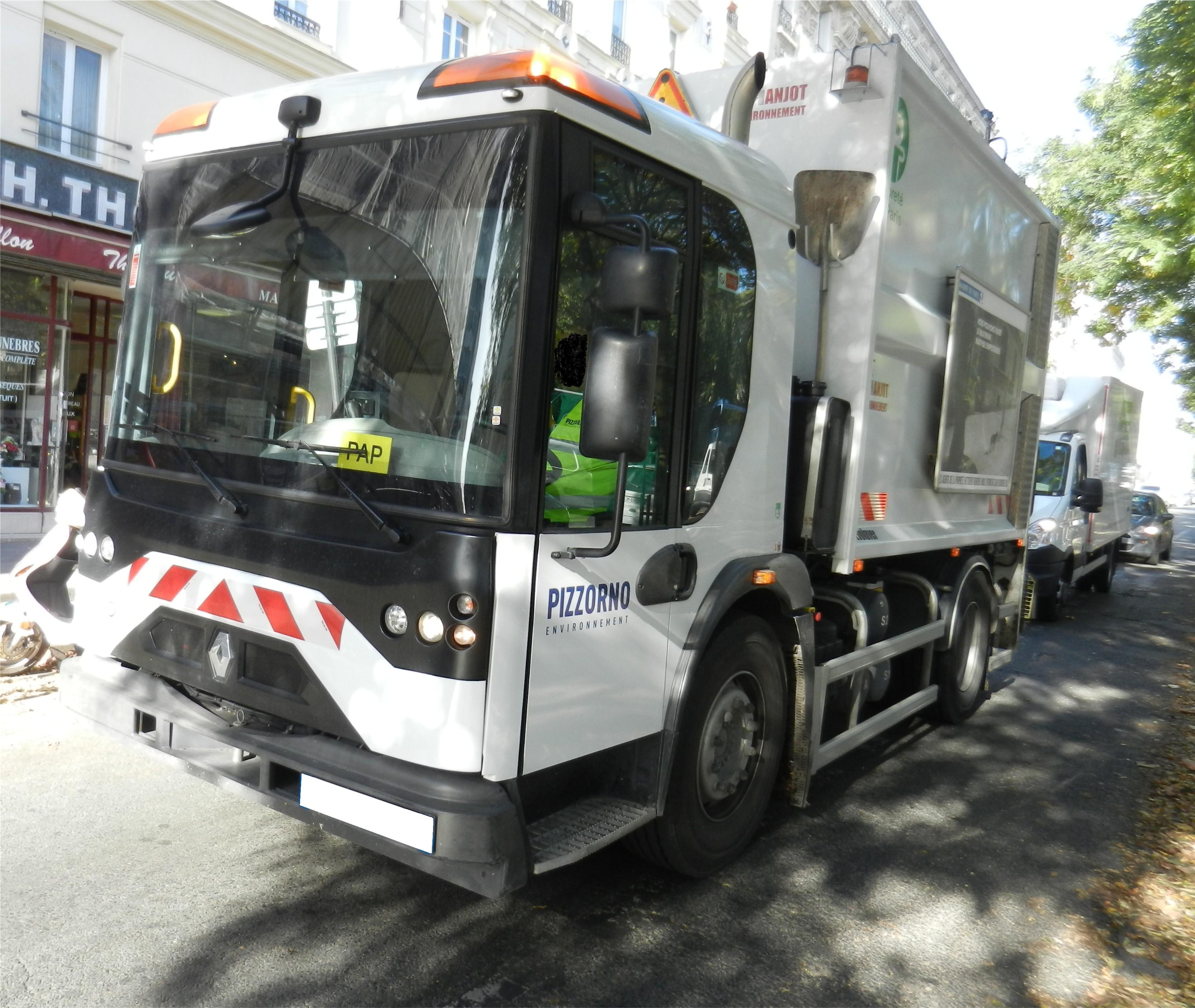
Renault Access

Renault Access — среднетоннажный низкорамный грузовой автомобиль производства Renault Trucks, серийно выпускаемый с 2010 по 2014 годы.

## Описание модели
В 2010 году Renault Trucks и Dennis Eagle Ltd. подписали партнёрское соглашение о дистрибуции специальных шасси для коммунального хозяйства с низким входом в кабину, которые будут называться Access. Шасси, разработанные для установки на них мусороуборочных кузовов, заменили модель Puncher в гамме Renault Truck Distribution, присоединившись к моделям Premium Distribution и Midlum. На новые среднетоннажники устанавливался двигатель DXi 7, отвечающий нормам Евро-5 мощностью 270—310 л. с. Изначально Access продавался только во Франции, и лишь позже стал доступен в других европейских странах. Английская компания Dennis Eagle Ltd. специализировалась на изготовлении специальных мусоровозов и имела богатейший опыт в создании шасси с низким входом. Произведённые в Англии грузовики Access продавались в Европе под брендом Renault Trucks, которая также брала на себя обслуживание автомобилей. Renault Access выпускался в двух версия: 4*2 (полная масса от 18 до 19 тонн) и 6*2/4 (полная масса 26 тонн) шириной 2,5 м. Радиус разворота составлял 6,6 м и был доступен с короткой колёсной базой 3250 мм (версия 4*2). Операторы, работающие в городских центрах, могли в качестве опции заказывать «узкую» кабину шириной 2,29 м.